# Francis Kalist
Francis Kalist (ur. 23 listopada 1957 w Ritapuram) – indyjski duchowny rzymskokatolicki, w latach 2009–2022 biskup Meerut, arcybiskup metropolita Pondicherry i Cuddalore od 2022.

## Życiorys
Święcenia kapłańskie przyjął 30 grudnia 1982 i został inkardynowany do diecezji Meerut. Przez wiele lat pracował jako duszpasterz parafialny. W 1999 został rektorem niższego seminarium w Sardhana, zaś trzy lata później objął tę samą funkcję w części filozoficznej regionalnego seminarium w Etmadpur.
3 grudnia 2008 został mianowany biskupem Meerut, zaś 8 lutego 2009 przyjął z rąk swego poprzednika, bp. Patricka Naira, sakrę biskupią.
19 marca 2022 papież Franciszek mianował go arcybiskupem metropolitą Pondicherry i Cuddalore. 